# É o Tchan do Brasil
É o Tchan do Brasil é o terceiro álbum de estúdio do grupo musical É o Tchan, lançado em 1997. Vendeu 2,7 milhões de cópias e tornou-se um dos mais comprados de todos os tempos no Brasil. Foi certificado com diamante duplo pela Pro-Música Brasil (PMB).

## Faixas
1. Ralando o Tchan (A dança do ventre)
2. Bambolê
3. Mão boba
4. Nega vá
5. Rock do Tchan
6. Trê, três passará
7. Dança do põe põe
8. Disque Tchan
9. Pot-pourri de Sambas da Bahia: Chicotinho queimado / Estrela do mar / Meu erê
10. I love you
11. De bem com a vida
12. Arrasta-pé
13. Simbora neném (Olha a lua, Alah)
14. Tarde de domingo

## Certificações
| Região                                                                                             | Certificação | Unidades/Vendas |
| -------------------------------------------------------------------------------------------------- | ------------ | --------------- |
| Brasil (Pro-Música Brasil)                                                                         | 2x Diamante  | 2 700 000       |
| *números de vendas baseados somente na certificação ^distribuições baseadas apenas na certificação |              |                 |